# Питахауират
Питахауират — одно из четырёх племён народа пауни, вместе с чауи и киткехахки относились к южной группе. Были известны как шумные пауни.

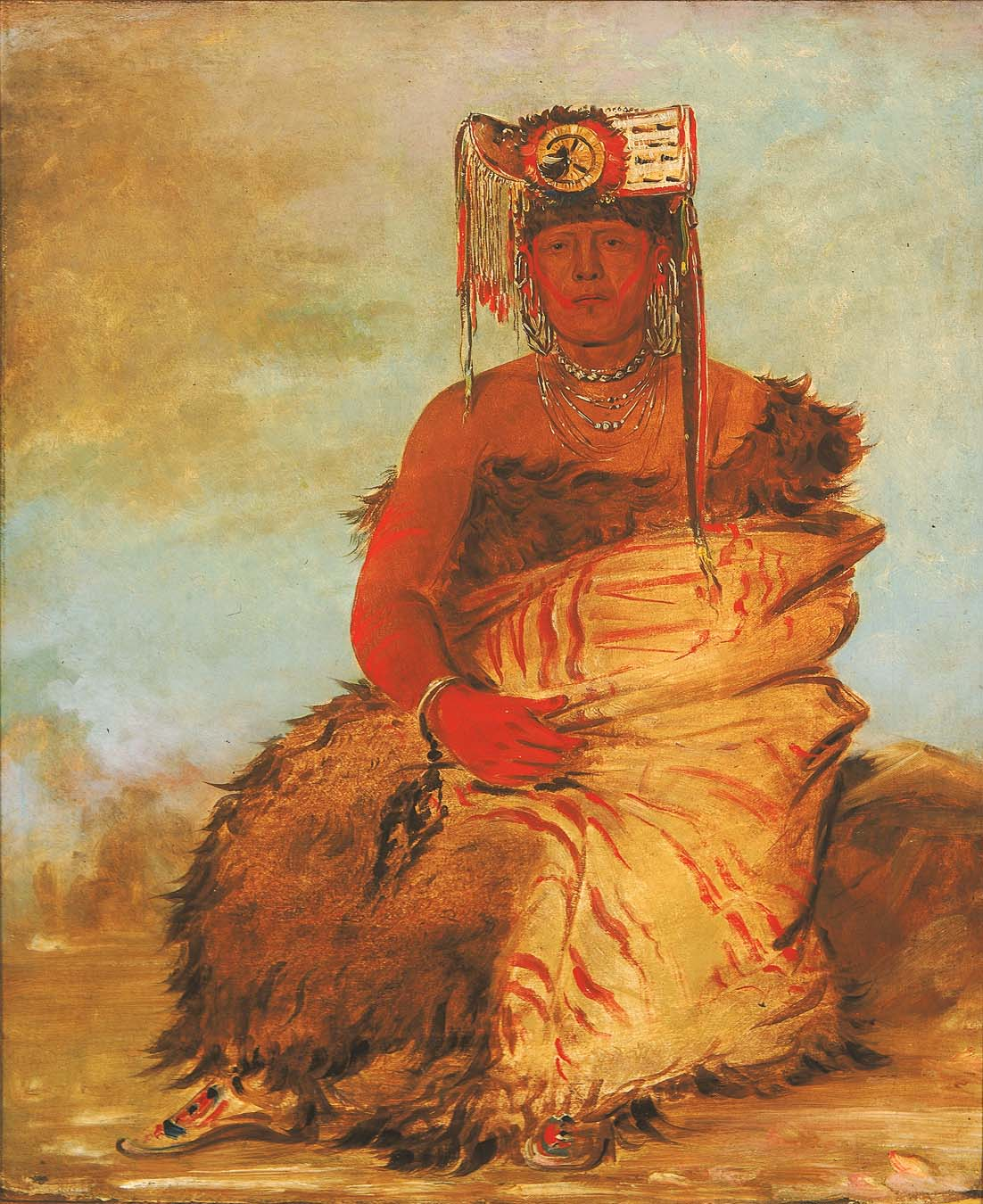
Маленький Вождь, воин питахауират-пауни, художник Джордж Кэтлин

## История
Название племени переводится как «человек, идущий вниз по реке». В начале XIX века проживали в районе реки Платт, к востоку от чауи. Делились на настоящих питахауират и каваракис, последние были смешанной с арикара группой. Племя было самым малочисленном среди остальных пауни. С белыми людьми были в мире, но инциденты всё же случались. В 1852 году американец из проходившего каравана переселенцев на запад без каких-либо причин застрелил молодую девушку из племени на Роухайд-Крик. Разъярённые воины догнали караван белых людей и потребовали выдать им убийцу. Американцы исполнили требование питахауират, после чего убийца был казнён — с него заживо содрали кожу.
В 1857 году вместе с чауи и киткехахки были переселены в резервацию на реке Луп, а в 1874 — на Индейскую территорию, где вместе с другими племенами пауни проживают и поныне.

## Численность
В 1806 году Зебулон Пайк определил численность племени вместе с чауи в 3120 человек, Генри Аткинсон в 1825-м в 5500 (вновь вместе с чауи), в дальнейшем войны и эпидемии сокращали племя: 832 чел. (1840 г.), 508 чел. (1872 г.), 100 чел (1938 г.).